# Otto Knoch (Theologe)
Otto Bernhard Knoch (* 7. Januar 1926 in Sindelfingen; † 17. November 1993 in Beutelsbach) war ein deutscher katholischer Theologe, Geistlicher und Exeget.

## Leben
Otto Knoch wurde als Sohn von Franz Anton Knoch und Hedwig Speer in Württemberg geboren. Nach seinem Engagement in der katholischen Jugendarbeit wurde er 1944 in die Wehrmacht einberufen. Nach einer Verwundung geriet er im Ruhrgebiet kurz vor Ende des Zweiten Weltkriegs in US-amerikanische Kriegsgefangenschaft. Dort entschied er sich für das Studium der Katholischen Theologie und Philosophie, das er 1946 in Tübingen aufnahm.
1951 empfing er die Priesterweihe und wirkte in der Diözese Rottenburg. Nach Tätigkeiten als Vikar in Ludwigsburg und Schwenningen sowie als Repetent am Wilhelmsstift in Tübingen promovierte er 1959 mit einer Doktorarbeit über Die eschatologische Konzeption des ersten Clemensbriefes. Anschließend arbeitete er bis 1972 als Direktor des Katholischen Bibelwerkes in Stuttgart.
Seit 1968 hatte er einen Lehrauftrag an der Universität Tübingen und wurde danach erst außerordentlicher und 1974 schließlich ordentlicher Professor an der Philosophisch-Theologischen Hochschule Passau für Biblische Einleitungswissenschaft und Biblische Kerygmatik.
1969 wurde er stellvertretender Vorsitzender des Exekutivkomitees der Weltföderation für das Biblische Apostolat. Von 1969 bis 1976 war er Sekretär der Unterkommission für Biblische Fragen bei der Deutschen Bischofskonferenz und ab 1976 Biblischer Berater der Deutschen Liturgischen Kommission.

## Wirken
Otto Knoch wirkte neben seiner Tätigkeit als Seelsorger vor allem als wissenschaftlicher Exeget. Er war Autor und Herausgeber unzähliger Artikel und Bücher über Bibeltexte, die teilweise auch in andere Sprachen übersetzt wurden. Er hat wesentlich an der deutschen Einheitsübersetzung der Bibel mitgewirkt.
Besonders wichtig war es ihm, die wissenschaftlichen Ergebnisse seiner Forschung auch in der Praxis anzuwenden, die er als Seelsorger und Lehrer auf vielfältige Weise vermittelte.

## Auszeichnungen
- 1965: Monsignore
- 1979: Päpstlicher Ehrenprälat
- 1985: Bundesverdienstkreuz am Bande des Verdienstordens der Bundesrepublik Deutschland

## Schriften (Auswahl)
- Der Geist Gottes und der neue Mensch. Katholisches Bibelwerk, Stuttgart 1993
- Wer Ohren hat, der höre. Katholisches Bibelwerk, Stuttgart 1993
- Dem, der glaubt, ist alles möglich. Katholisches Bibelwerk, Stuttgart 1993
- Das Neue Testament in seinen großen Gestalten. Matthias-Grünewald-Verlag, Mainz 1992
- Der erste und zweite Petrusbrief, der Judasbrief. Verlag Pustet, Regensburg 1990
- 1. und 2. Timotheusbrief, Titusbrief. Echter-Verlag, Würzburg 1990
- 1. und 2. Thessalonicherbrief. Katholisches Bibelwerk, Stuttgart 1987
- Täglich Beten im Geist. Herder Verlag, Freiburg im Breisgau 1985
- Menschsein in Freude. Herder Verlag, Freiburg im Breisgau 1983
- Begegnung wird Zeugnis. Verlag Butzon und Bercker, Kevelaer 1980
- Damals waren es Fischer. Katholisches Bibelwerk, Stuttgart 1971
- Einer ist euer Meister. Katholisches Bibelwerk, Stuttgart 1966
- Eigenart und Bedeutung der Eschatologie im Theologischen Aufriss des ersten Clemensbriefes. Verlag Hanstein, Bonn 1964
- Ein Sämann ging aus. Botschaft der Gleichnisse. 2. Aufl. Katholisches Bibelwerk, Stuttgart 1963

Die folgend genannte Reihe fand unter der sprichwörtlichen Bezeichnung „Knoch-Kahlefeld“ eine große Verbreitung bei den Predigern der Katholischen Kirche. Sie nahm wesentliche Funktionen des Wissenschaftstransfers von Ergebnissen der Exegese in den Bereich von Katechese und Homilie wahr als Folge der Aufwertung des Predigtdienstes durch das Zweite Vatikanische Konzil. Auffällig ist die Edition in einzelnen Teilfaszikeln.
- Heinrich Kahlefeld (Hrsg.), Otto Knoch (Hrsg.): Die Episteln und Evangelien der Sonn- und Festtage. Verlag Josef Knecht, 1969–1973; mit Ergänzungsbänden für Taufe und Firmung, Ehe und Familie, Kirchliche Dienste 1973–1975

z. B.:
- Heinrich Kahlefeld (Hrsg.), Otto Knoch (Hrsg.): Die Episteln und Evangelien der Sonn- und Festtage. Auslegung und Verkündigung. Frankfurt a. M., Stuttgart
  - Lieferung 1, Die Evangelien. 1. Advent bis Aschermittwoch. Lesejahr B, Frankfurt a. M., Stuttgart 1969.
  - Lieferung 2, Die Evangelien. 2. Aschermittwoch bis Pfingsten. Lesejahr B, Frankfurt a. M., Stuttgart 1970.
  - Lieferung 3, Die Evangelien. 3. Fest der HH. Dreifaltigkeit, 7. bis 21. Sonntag des Jahres, Fest Fronleichnam. Lesejahr B, Frankfurt a. M., Stuttgart 1970.
  - Lieferung 4, Die Evangelien 4. 22. – 34. Sonntag des Jahres. Lesejahr B, Frankfurt a. M., Stuttgart 1970.